# قله انگلس
قله انگلس (به لاتین: Engels Peak) یک کوه در تاجیکستان است که در ولایت خودمختار بدخشان کوهستانی واقع شده‌است. قله انگلس ۶٬۵۱۰ متر بالاتر از سطح دریا واقع شده‌است.